# Султанов, Хосров-бек Паша-бек оглы
Хосро́в-бек Паша́-бек оглы́ Султа́нов или  Султанзаде (азерб. Xosrov bəy Əlipaşa bəy oğlu Sultanov; 10 мая 1879 — 7 января 1943) — деятель азербайджанского национального движения, государственный и политический деятель Азербайджанской Демократической Республики (1918—1920), представитель Закавказского Сейма. Первый военный министр АДР. Правительством АДР был назначен генерал-губернатором Карабаха и Зангезура (спорные области между Арменией и Азербайджаном).

## Биография

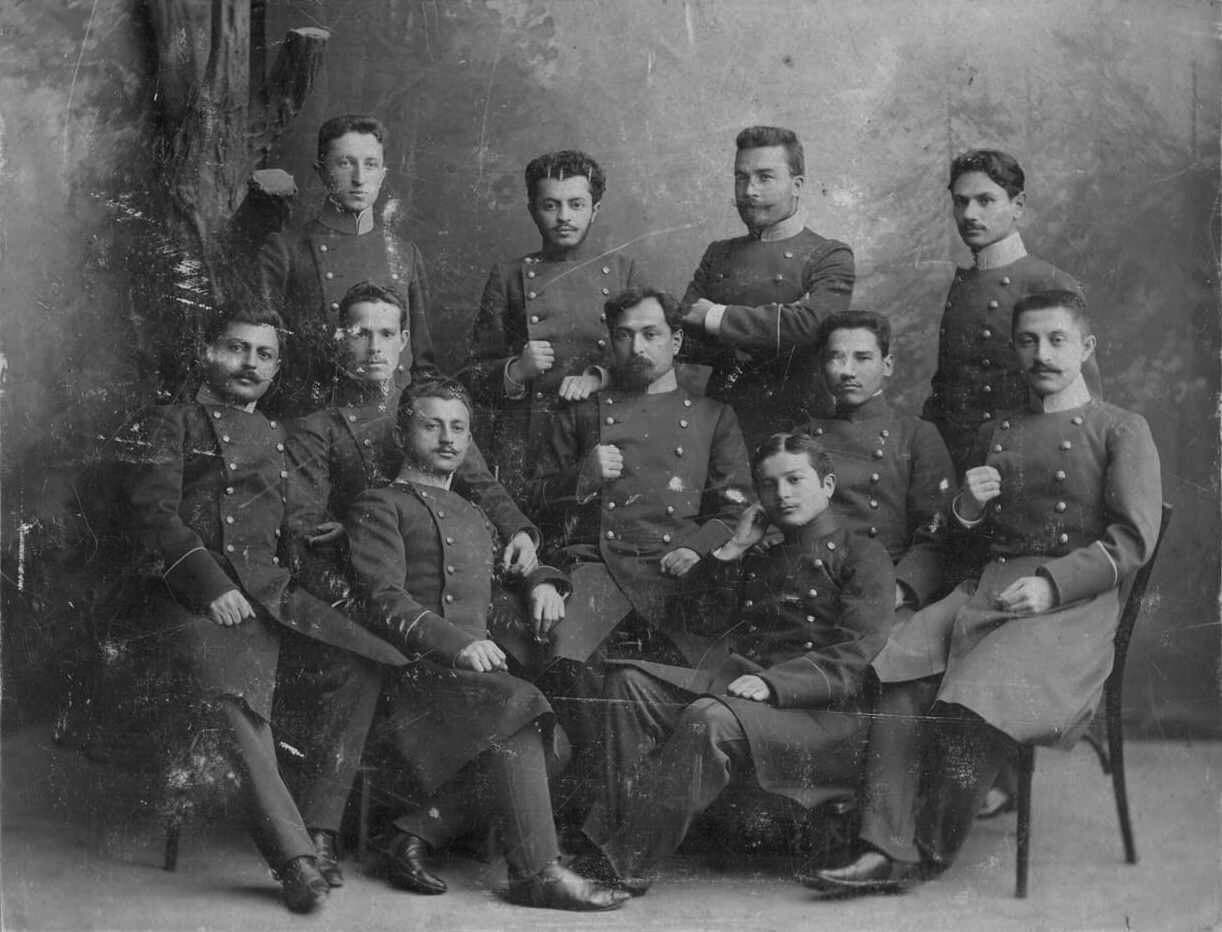
Хосров-бек Султанов (стоит второй слева) среди студентов Новороссийского университета, 1904 год

Родился в селе Кюрдгаджы Зангезурского уезда Елизаветпольской губернии. Выходец из крупного бекского рода Султановых. Азербайджанец или курд. Двоюродный брат Чингиза Ильдрыма (их отцы были братьями, но при Советской власти Чингиз представлялся не под фамилией Султанов, а по курдскому обычаю). В 1903 году окончил медицинский факультет Новороссийского университета.
С 1917 — член партии «Мусават». В 1918 году перешёл в партию «Иттихад». Избран в Всероссийское учредительное собрание в Закавказском избирательном округе по списку № 10 (Мусульманский национальный комитет и Мусават).
В начале 1918 года — член Закавказского сейма, с образованием Азербайджанской Демократической Республики — член правительства: военный министр (май — июнь 1918), министр земледелия (июнь — июль 1918).

## Генерал-губернатор Карабаха

### 1919
15 января 1919 года командование английскими оккупационными войсками утвердило назначение Хосров-бека Султанова генерал-губернатором Карабаха и Зангезура. В связи с назначением Султанова британская миссия выступила с официальным извещением, в котором заявила, что
«с согласия британского командования временно назначен генерал-губернатором Зангезурского, Шушинского, Дживанширского и Джебраилского уездов доктор Хосровбек Султанов. Британская миссия считает нужным ещё раз подтвердить, что принадлежность указанных областей той или иной единице должна быть решена на мирной конференции».
Главными задачами Султанова на этом посту, согласно докладу азербайджанского МВД, должны были стать «борьба и полная ликвидация армянского движения, окончательное установление порядка, организация местной власти, организация продовольствия беженцев и оказания общей помощи им, организация борьбы с эпидемиями как среди беженцев, так и среди коренного населения и, наконец, по успокоении, возвращение беженцев в их родные места». Армянское население этого региона, однако, считало Султанова ярым армянофобом и одним из ответственных за армянскую резню в Баку. Английский генерал-майор В. М. Томсон, военный губернатор Баку, не оспаривал обвинения против Султанова, соглашаясь, что «Султанов ему, генералу, известен как … панисламист и сторонник Турции» и что «его все ненавидят». Во время визита в Эривань он, однако, так объяснял армянскому руководству свой выбор: «он человек способный и влиятельный, и генерал решил, что если он захочет, то может хорошо работать, если дать ему инструкции и он будет их исполнять». Главное теперь, — уверял армян Томсон, — иметь возможность оказать помощь беженцам Карабаха, и «если для этого ему нужна помощь доктора Султанова, (…) он всё-таки должен это сделать, но он сто раз говорил, что это не значит, что это — татарская территория».
Национальный совет Карабаха отреагировал на назначение Султанова следующим образом:

«Карабахский армянский национальный совет в полном составе, совместно с командующими армянскими войсками всех районов Карабаха, обсудив факт назначения азербайджанским правительством генерал-губернатора в Карабах, пришёл к заключению, что армянский Карабах не может примириться с подобным фактом, ибо зависимость от азербайджанского правительства, в какой бы форме она ни проявлялась, армянский народ считает для себя неприемлемой, благодаря тому насилию и тому попранию прав, которому систематически подвергалось до самого недавнего времени со стороны азербайджанского правительства армянство везде, где оно связало свою участь с этим правительством».

Султанов приехал в Шушу 10 февраля 1919 года. Он был намерен заручиться поддержкой офицеров английской миссии, с их помощью обезвредить путём арестов и высылок «главарей»-интеллигентов и «поселить недоверие среди армянской бедноты (…) к их руководителям, оказывая материальную помощь всем неимущим армянам, изъявляющим покорность Азербайджану». Англичане оказывали Султанову полную поддержку. Командующий английскими войсками в Баку полковник Шательворт лично прибыл в конце апреля 1919 года в Шушу, чтобы вынудить Национальный совет Карабаха признать власть Азербайджана. 23 апреля в Шуше был созван Пятый съезд армян Карабаха, который отверг все требования Шательворта.
19 февраля Четвёртый съезд армян Карабаха и затем 23 апреля пятый съезд армян Карабаха отказались подчиняться Баку несмотря на давление со стороны англичан. Султанов блокировал сообщение и торговлю Нагорного Карабаха с равниной, чем вызвал в Нагорном Карабахе голод, что согласно сообщениям американских чиновников делалось при попустительстве англичан. Одновременно он организовал нерегулярные курдско-татарские конные отряды, под руководством двух своих братьев, подобные Хамидие, которые Абдул-Хамид II использовал для убийств армян.
Весной 1919 года при проходе «татар»-кочевников на горные пастбища через армянскую территорию в ряде селений вдоль так называемой татаро-армянской границы произошли вооружённые столкновения. К началу лета вокруг Нагорного Карабаха стала сосредотачиваться азербайджанская армия — она окружила Шушу и 4 июня попыталась занять армянские позиции и армянскую часть города. После перестрелки азербайджанцы были отбиты, и стороны были разведены английскими силами, под охраной которых три дня спустя азербайджанская часть была введена в армянский квартал и заняла казармы. Согласно утверждениям армян (в частности, со ссылкой на свидетелей, в заявлении Национального совета), Султанов отдавал прямые приказы о резне и погроме в армянских кварталах («можете делать всё, только не поджигать домов. Дома нам нужны»).

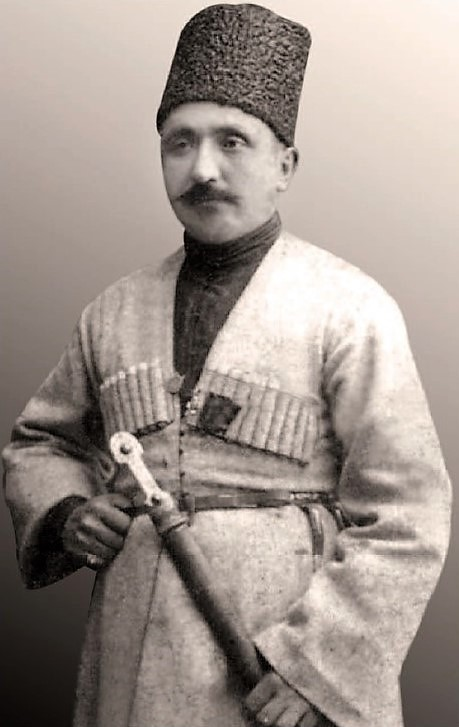
Султан-бек Султанов, брат Хосров-бека Султанова.

Одновременно с событиями в Шуше, азербайджанцы разгромили несколько армянских сел. 5 июня под предводительством Султан-бека Султанова (брата губернатора) полностью вырезали село Гайбаллу. По данным англичан, из 700 жителей села в живых осталось 11 мужчин и 87 женщин и детей. Основываясь на этих фактах, представитель английского командования полковник Клотерберг в своём докладе требовал отдачи Султанова под суд. Султанов, со своей стороны, утверждал, что виновниками беспорядков стали армяне, попытавшиеся воспрепятствовать переводу почты и казённых учреждений из армянской в татарскую часть города и начавшие перестрелку. Султанова обвиняли в том, что он, «помимо регулярного войска, организовал во всём районе под именем милиции разного рода вооружённые разбойничьи шайки, которые своими дерзкими и наглыми действиями просто терроризировали армянское население Аскеранского района». В этой ситуации Армянский национальный совет Карабаха был вынужден пойти на уступки.
Немецкий историк Йорг Баберовски отмечает, что к концу июня Султанов окончательно утвердил военное господство над Нагорным Карабахом. Многочисленные армянские деревни подчинились генерал-губернатору и направили к нему своих посланцев для выражения лояльности. На горных тропах были расставлены посты, а летние пастбища караулили стражники.
22 августа 1919 года было подписано соглашение, по которому Нагорный Карабах объявил, что считает себя «временно в пределах Азербайджанской Республики» (до окончательного решения вопроса на Парижской мирной конференции), при этом армяне сохраняли самоуправление. Азербайджан имел право содержать гарнизоны в Шуше и Ханкенди только по штатам мирного времени; он не мог вводить войска в Нагорный Карабах иначе как с согласия Армянского национального совета; разоружение населения прекращалось до решения Парижской мирной конференции. При этом Зангезур, имевший возможность опереться на непосредственную поддержку Араратской республики, власть Султанова так и не признал.

### 1920
Как указывает американский историк Ричард Ованнисян, заключённое в августе 1919 года соглашение строго ограничило азербайджанское административное и военное присутствие в регионе и установило внутреннюю автономию Нагорного Карабаха. С самого начала 1920 года, однако, генерал-губернатор в нарушение условий соглашения предпринял шаги по ужесточению блокады Карабаха — была увеличена численность азербайджанских вооружённых формирований в стратегически важных пунктах и организовано вооружение местного населения.
19 февраля Султанов категорически потребовал от Армянского национального совета Карабаха немедленно решить вопрос «окончательного вхождения Карабаха в Азербайджан как неразрывной экономической его части». Азербайджан приступил к концентрации вокруг Нагорного Карабаха своих войск и нерегулярных вооружённых отрядов. В Шушу в качестве военного советника прибыл турецкий генерал Халил-паша. В период с 28 февраля по 4 марта состоялся Восьмой съезд армян Карабаха, который отверг требование Султанова об «окончательном вхождении в Азербайджан». Съезд обвинил Султанова в многочисленных нарушениях мирного соглашения, вводе войск в Карабах без разрешения Национального совета и организации убийств армян, в частности массовых убийств, совершённых 22 февраля на тракте Шуша-Евлах, в Ханкенди и Аскеране, где, как говорилось в резолюции Съезда, «от рук правительственных войск и его агентов с явными целями истреблено несколько сотен армян, разграблены дома и похищено имущество». В соответствии с решением съезда, дипломатические и военные представители союзных государств Антанты, три закавказские республики и временный генерал-губернатор Карабаха извещались о том, что «повторение событий вынудит армян Нагорного Карабаха для защиты обратиться к соответствующим средствам».
8 марта Армения направила ноту Азербайджану, обвинив его в том, что «азербайджанскими воинскими частями в Ханкендах и Агдаме безо всякой причины бесчеловечно перебито до 400 лиц мирного армянского населения, имущество которых и дома преданы разграблению. Дорога Агдам — Шуша закрыта для пользования армянского населения, и последнему объявлен экономический бойкот». 16 марта министром иностранных дел АДР Фатали Ханом Хойским была направлена ответная нота министру иностранных дел Армении, в которой в частности говорилось:
Что же касается сообщаемых Вами сведений о беспричинном якобы избиении азербайджанскими войсковыми частями 400 лиц мирного армянского населения, о разгроме их домов, о закрытии для армян дороги Агдам — Шуша и об экономическом бойкоте армян считаю нужным заявить, что все эти сведения ложны. В действительности же имело место следующее: 21 февраля, около Ханкендов в лесу был найден убитый и обезображенный мусульманин, в коем аскеры стоящего в Ханкендах полка опознали своего исчезнувшего товарища. На этой почве 22 февраля имели место незначительные эксцессы, вызванные товарищами убитого и беженцами из Зангезура, причем было убито в Ханкендах -2 армянина, в Агдаме -3 и в Ходжалах -3. Экстренными мерами генерал-губернатора порядок немедленно был восстановлен и задержано 4 виновных, кои содержатся в тюрьме и понесут по суду должное наказание.
В середине марта Азербайджан, после предъявленного ультиматума, приступил к разоружению армян Карабаха; одновременно азербайджанские силы вторглись в Зангезур.

В ночь с 22 на 23 марта 1920 года армянскими отрядами были нанесены удары по азербайджанским гарнизонам в Аскеране и Ханкенди. Из телеграммы генерал-губернатора Султанова министру внутренних дел от 24 марта:
23 марта армяне с двух с половиной часов ночи внушительной силой совершили нападение в Ханкендах на нашу войсковую часть. Одновременно армяне начали нападения в Шуше. Нападения отражены, в окрестностях идут перестрелки. Шуша бомбардируется из Шушикенда. Телеграф Агдам - Шуша прерван. Принимаются все меры к устранению эксцессов. Озлобленное население выходит из повиновения. Начальником отряда учреждён военно-полевой суд.
 Нападения были приурочены к мусульманскому празднику Новруз в расчёте на то, что азербайджанцев удастся застать врасплох. По данным министра внутренних дел АДР М. Векилова:
20 марта в Шуше двумя правительственными чиновниками, приставами-армянами, были введены в город около двадцати пяти вооружённых армян. К 22 марта число этих вооружённых лиц было доведено до двухсот человек. Такое же количество вооружённых лиц присоединилось к этому отряду из городских армян.
Армянам удалось занять Аскеран, нападение на Ханкенди было отражено, а попытка нападения на азербайджанский гарнизон в Шуше сорвалась из-за несогласованности действий армянских отрядов; в отместку азербайджанские войска и местные жители разгромили и сожгли армянскую часть Шуши, устроив массовую резню.
Серго Орджоникидзе, возглавлявший с апреля 1920 года Кавказское бюро ЦК РКП (6) и активно участвовавший в установлении советской власти в Азербайджане, отмечал в 1936 г.: «Я с ужасом вспоминаю и сегодня ту картину, которую мы увидели в Шуше в мае 1920 года. Красивейший армянский город был разрушен, разгромлен до основания, а в колодцах мы увидели трупы женщин и детей».
После установления в Азербайджане советской власти 28 апреля 1920 года, Султанов отрёкся от членства в партии «Мусават» и объявил себя главой «Карабахского Революционного Комитета» и отправил поздравления в Баку лидеру Азербайджанского Ревкома Нариману Нариманову Утверждая, что «Революционный Карабах» с нетерпением ждет установления Советского Власти и желает объединиться с Советским Азербайджаном. Нариманов, тем не менее, не признал декларации Султанова, и 14 мая назначил Дадаша Буниатзаде чрезвычайным комиссаром по вопросу Карабаха и приказал ликвидировать самозваный «Ревком Султанова».
Решением Азревкома от 22 мая 1920 года Султанов был арестован и передан суду ревтрибунала, однако ему удалось сбежать и скрыться в Турции.

## Последующие годы

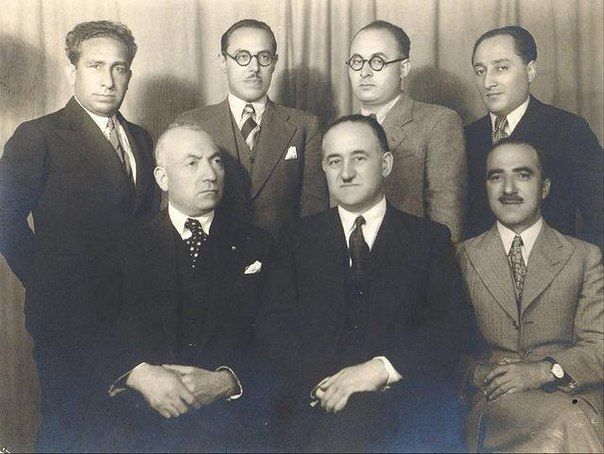
Азербайджанские политические эмигранты, 1930-е годы. Стоят (слева направо): Мирзабала Мамедзаде, Керим Одер, Али Азертекин, Хилал Мунши. Сидят: Аббаскули Кязимзаде, Мамед Эмин Расулзаде, Хосров Султанзаде

После советизации Азербайджана, Хосров-бек Султанов по предложению своего двоюродного брата Чингиз Илдырыма становится главой Шушинского Ревкома. В 1923 году переехал в Турцию и присоединился к Азербайджанской эмиграции, которая вела борьбу с большевиками. В 1924 году вместе с людьми, покинувшими партию «Мусават», создаёт «Азербайджанскую Национальную Демократическую Республиканскую» партию. Хосров-бек также представлял Азербайджан в Комитет Объединённых Кавказских Конфедератов, наряду с Абдул-беком Амирджаном и Акпер-ага Шейхульисламовым. 15 июля 1926 года в Стамбуле от имени Азербайджана в Комитете Независимости Кавказа, выступали Мамед Эмин Расулзаде и Хосров-бек Султанов. Позже, Хосров-бек был направлен в Польшу вместе с другими азербайджанскими эмигрантами. Во время Второй Мировой войны работал в Германии профессором медицинского университета. Сыграл важную роль в спасении советских военнопленных-азербайджанцев из немецких концлагерей. 

Скончался Хосров-бек Султанов 7 января 1943 года в Стамбуле. Могила Султанова находится на кладбище Ферикёй в Стамбуле.

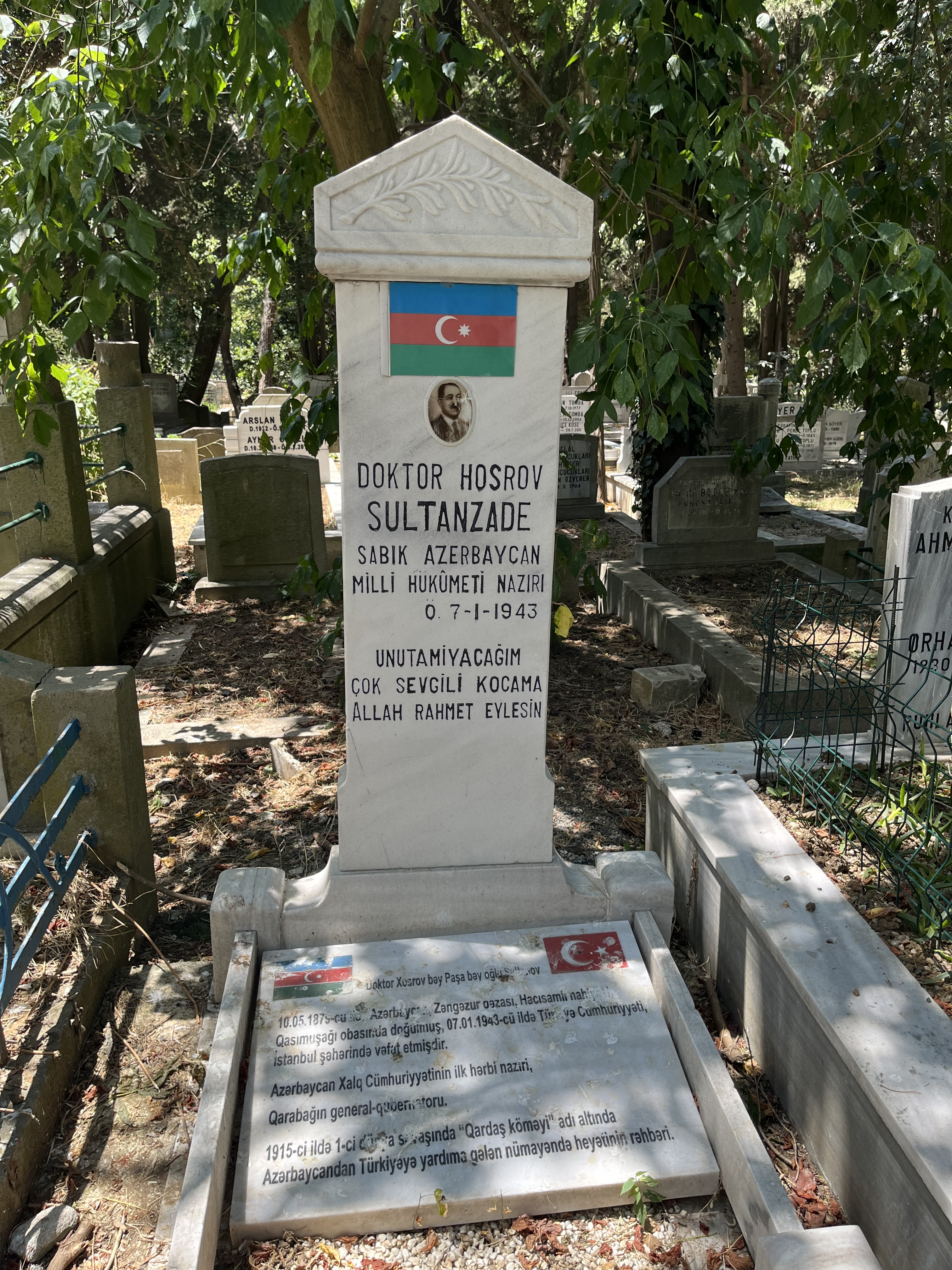
Могила Хосров-бека Султанова на кладбище Ферикёй

## Память
Имя Хосров-бека Султанова носит одна из улиц города Лачын в Азербайджане. Писателем-публицистом Энвером Чингизоглу написана книга «Xosrov bəy Sultanov».